# Revolutions (Jean-Michel Jarre)
Revolutions è l'ottavo album in studio di Jean-Michel Jarre, pubblicato nel 1988 dalla Disques Dreyfus. L'album ha raggiunto la seconda posizione nella classifica britannica, il miglior risultato di Jarre dopo Oxygène. Il concerto a Londra denominato Destination Docklands coincise con la pubblicazione del disco.

## Il disco

### Strumenti
La maggior parte dell'album è eseguita con il sintetizzatore Roland D-50 e la maggior parte delle programmazioni dei suoni sono state prelevate da archivi preesistenti e riunite in un archivio unico, più tardi condiviso con rivista francese Keyboard Magazine.

### Brani
Esistono due versioni dell'album, una originale e una rimasterizzata digitalmente che differiscono fra loro poiché contengono due versioni differenti della title track. Nella versione originale, il tema di introduzione del brano è suonato con un flauto turco, mentre nella versione rimasterizzata, dove il brano è rinominato Revolution, Revolutions viene eseguito da un'orchestra di chitarre Arabe. In quest'ultima versione è presente anche un differente accompagnamento vocale, eseguito da una cantante araba.
Il brano London Kid è il frutto di una collaborazione con Hank Marvin. Marvin viveva a Perth, in Australia, e ai tempi lui e Jarre composero il brano insieme, comunicando tramite collegamenti telefonici.
Come sottolineato nelle note finali del disco, il brano September è stato così nominato in onore dell'attivista audafricana dell'ANC Dulcie September, che fu assassinata a Parigi il 29 marzo 1988.

## Coppa del Mondo di Rugby 2007
Il brano Industrial Revolution - Part 2 è stato usato come inno in occasione della Coppa del Mondo di rugby 2007 giocata in Francia. Veniva suonato all'inizio di ogni partita durante l'ingresso delle squadre in campo.

## Tracce

### Versione originale del 1988
1. Industrial Revolution – 16:49
2. London Kid – 4:28
3. Revolutions – 4:57
4. Tokyo Kid – 5:21
5. Computer Weekend – 4:42
6. September – 3:53
7. The Emigrant – 4:10

### Versione rimasterizzata del 1994
1. Industrial Revolution: Ouverture – 5:20
2. Industrial Revolution Part 1 – 5:08
3. Industrial Revolution Part 2 – 2:18
4. Industrial Revolution Part 3 – 3:47
5. London Kid – 4:34
6. Revolution, Revolutions – 4:55
7. Tokyo Kid – 5:18
8. Computer Week-End – 4:38
9. September – 3:52
10. The Emigrant – 4:05

## Musicisti
- Jean-Michel Jarre - Roland D-50, Fairlight CMI II, Synthex, AKS, Oscar, EMS Vocoder, Dynacord ADDI, Cristal Baschet, programmazione batteria e percussioni AKAI MPC-60 (4, 6)
- Dominique Perrier - Emulator, fairlight, Ensoniq ESQI, Roland D.50 e D550, Synthex, Oscar, programmazione AKAI MPC-60
- Michel Geiss - ARP 2600, KAWAI K5, Geiss Matrisequencer, Cavagnolo MIDY 20, Elka AMK 800
- Joe Hammer - batteria, Simmons SDX, Dynacord ADDI
- Guy Delacroix - basso
- Sylvain Durand - Fairlight CMI (2)
- Jun Miyake - tromba (4), megafono (4)
- Hank Marvin - chitarra (2)
- Mireille Pombo - coro (6)
- Kudsi Erguner - flauto turco (3)
- Xavier Bellenger - canto Muezzin (3)
- Francis Rimbert - sintetizzatore aggiuntivo (3)
- Bernard Baschet - cristal baschet (3)
- François Baschet - cristal baschet (3)

## Classifiche
| Classifica (2022) | Posizione massima |
| ----------------- | ----------------- |
| Grecia            | 44                |